# Gerrard (motorfiets)
Gerrard is een historisch merk van motorfietsen.
Het was gevestigd in Birmingham.
Gerrard begon in 1913 met de productie van motorfietsen waarvoor men de populaire 269cc-Villiers-tweetakt-inbouwmotor gebruikte. Bij het uitbreken van de Eerste Wereldoorlog legde het War Office de hele Britse motorfietsindustrie stil (met uitzondering van militaire producten) en moest ook Gerard in 1915 de productie staken. Na de oorlog kwam het merk niet meer terug op de markt.